# Cupido diomedes
Cupido diomedes är en fjärilsart som beskrevs av S.A. von Rottemburg 1776. Cupido diomedes ingår i släktet Cupido och familjen juvelvingar. Inga underarter finns listade i Catalogue of Life.